# Comunità dell'Africa orientale
La Comunità dell'Africa orientale (in inglese East African Community, abbreviato in EAC; in swahili Jumuiya ya Afrika Mashariki) è una comunità economica africana, fondata nel 2000, che comprende Kenya, Tanzania, Uganda, Burundi, Somalia, Ruanda, Sudan del Sud e Repubblica Democratica del Congo. Ha la propria sede centrale ad Arusha, in Tanzania.
Il 9 dicembre 2003 le è stato riconosciuto lo status di osservatore dell'Assemblea generale delle Nazioni Unite.
L'EAC (o "CAO" se si abbrevia dall'italiano) fu fondata come primo elemento di un accordo economico (e in prospettiva anche politico) fra i Paesi membri. Nel 2004, un ulteriore trattato ha decretato l'abolizione dei dazi doganali sulle merci in circolazione all'interno dell'EAC. La libera circolazione dei beni è entrata in vigore il 1º gennaio 2005, con l'eccezione dei beni in uscita dal Kenya (il paese più ricco dei tre), che sono stati soggetti a dazio fino al 2010.
L'EAC rappresenta un passo intermedio verso la prevista unione federale dei suoi membri nella Federazione dell'Africa orientale, prevista secondo i progetti iniziali per il 2023 ma attualmente ostacolata dalla contrarietà dell'opinione pubblica tanzaniana a procedere in tempi brevi.
Nel gennaio 2023, la Comunità dell'Africa orientale (EAC) prevede di emettere una moneta unica entro i prossimi quattro anni. Il Consiglio dei ministri dell'organismo deve decidere la sede dell'Istituto monetario dell'Africa orientale e la definizione di una tabella di marcia per l'emissione della moneta unica.

## Membri
- Burundi (2007)
- Kenya (2000)
- RD del Congo (2022)
- Ruanda (2007)
- Sudan del Sud (2016)
- Tanzania (2000)
- Uganda (2000)
- Somalia (2024)

## Storia
L'EAC moderno rappresenta la reiterazione di un progetto precedente, conclusosi nel 1977 in seguito a vicende politiche turbolente nell'area. Kenya, Tanzania e Uganda, essendo state soggette al medesimo potere coloniale, collaboravano economicamente già dall'inizio del XX secolo. La rottura del 1977 portò gravi contraccolpi sull'economia dei singoli paesi, il cui sistema economico era stato di fatto sempre basato sulla collaborazione reciproca.
La riconciliazione economica fu guidata dai presidenti Moi (Kenya), Mwinyi (Tanzania) e Museveni (Uganda); il primo atto fu la firma di un trattato di cooperazione, avvenuta ad Arusha il 30 novembre 1993. Il trattato prevedeva la collaborazione non solo sul piano economico, ma anche a livello politico, sociale, culturale, scientifico, tecnologico, militare e legale. Il 30 novembre 1999 fu firmato l'accordo che sanciva la restaurazione dell'EAC, accordo divenuto operativo il 7 luglio 2000.
Lo statuto della nuova EAC prevede una serie di indicazioni di ordine sociopolitico per le nazioni membro, come l'aderenza al sistema democratico, la trasparenza, la giustizia sociale, l'applicazione di principi di pari opportunità e dei diritti umani. Essa si ispira anche all'African Charter on Human and Peoples' Rights (ACHPR).

## Progetti futuri
Oltre all'estensione dell'appartenenza all'EAC ad altre nazioni, fra i progetti futuri dell'organizzazione c'è l'introduzione di una moneta unica ed un'unione monetaria, derivante da un protocollo firmato nel 2013. La moneta si chiamerà scellino dell'Africa Orientale.

## Organismi dell'EAC
L'EAC ha un proprio organismo giuridico, la Corte di giustizia dell'Africa orientale (East African Court of Justice) e un proprio organismo legislativo, l'Assemblea legislativa dell'Africa orientale (East African Legislative Assembly).

### Presidenti del Consiglio (oChairperson) dell'EAC
1. 2012–2013  Yoweri Museveni
2. 2013–2015  Uhuru Kenyatta
3. 2015–2017  John Magufuli
4. 2017–2019  Yoweri Museveni
5. 2019–2021  Paul Kagame
6. 2021–2022  Uhuru Kenyatta
7. 2022–2023  Évariste Ndayishimiye
8. 2023–in carica  Salva Kiir Mayardit

### Segretari Generali dell'EAC
1. 2000–2001  Francis Muthaura
2. 2001–2006  Amanya Mushega
3. 2006–2011  Juma Mwapachu
4. 2011–2016  Richard Sezibera
5. 2016–2021  Libérat Mfumukeko
6. 2021–in carica  Peter Mathuki